# Жагрова къща
Жагровата къща е архитектурна забележителност в град Варна, България, обявена за недвижима културна ценност.

## Описание
Сградата е разположена на площад „Петко Р. Славейков“ № 4. Построена е в 1927 година от видния архитект Стефан Венедикт Попов като жилищно-търговска сграда за македонския българин Филип Жагров, бежанец от Костурско. Обявена е за недвижима културна ценност.